# Jeff Bradstreet
James Jeffrey "Jeff" Bradstreet (6 de julio de 1954-19 de junio de 2015) fue un controvertido médico estadounidense, practicante de la medicina alternativa y un ex predicador cristiano que dirigió el Centro de Recursos para el Desarrollo Internacional del Niño en Melbourne (Florida) y atendió un consultorio en Buford (Georgia) y otro en Arizona, donde practicaba la homeopatía.

## Las vacunas y el autismo
Bradstreet publicó en el Journal of American Physicians and Surgeons, una investigación sobre el autismo proponiendo que las vacunas podrían causar este trastorno. En ella concluyó que los niños autistas tienen una mayor carga corporal de mercurio, además de que los tres niños autistas tienen ARN del virus del sarampión en el líquido cefalorraquídeo. Esta investigación fue presentada originalmente al Institute of Medicine antes de que publicara su informe que concluye que las evidencias favorecen el rechazo de una relación entre las vacunas y el autismo.
Bradstreet trató a un niño autista llamado Colten Snyder (quien fue uno de los casos de prueba en el juicio autism omnibus) con la terapia de quelación. Esto lo hizo a pesar del hecho de que, según Denise Vowell, "La prueba de cabello para el mercurio de 29 de abril de 2000 demostró un bajo nivel de mercurio en el cabello de Colten, pero dentro del rango de referencia de lo normal para el laboratorio, y uno bien por debajo del percentil 90 para los niños estadounidenses de edades entre seis y ocho". Además, declaró Vowell, "La cuestión más preocupante es por qué la quelación se realizó en absoluto, en vista de los niveles normales de mercurio que se encuentran en el cabello, sangre y orina, su aparente falta de eficacia en el tratamiento de los síntomas de Colten y los adversos efectos secundarios que aparentemente causó". Durante un período de ocho años, Colten visitó la oficina de Bradstreet 160 veces. Stephen Barrett declaró: "Me parece que Bradstreet decide cuál de sus teorías no estándar aplicar y registra diagnósticos que las incorporan" y describe las pruebas de mercurio que incitó como "provocadas" (alteradas por uso de quelantes). Peter Hotez consideró como "peligrosa" la propuesta de Bradsetreet de tratar el autismo con terapia de quelación para retirar metales como el mercurio.

## Vida personal y muerte
Bradstreet fue encontrado muerto con una herida de bala en el pecho, aparentemente autoinfligida, en el Condado de Rutherford (Carolina del Norte) en junio de 2015, días después de que agentes de la Administración de Alimentos y Medicamentos registraran su consultorio en Buford (Georgia). En el momento de su muerte, vivía en Braselton (Georgia) y realizaba su práctica médica en Buford (Georgia).
El hijo de Bradstreet es autista, lo que Bradstreet atribuía a una vacuna que recibió a la edad de 15 meses.

## Publicaciones
- Siniscalco, D.; Sapone, A.; Giordano, C.; Cirillo, A.; Magistris, L.; Rossi, F.; Fasano, A.; Bradstreet, J. J.; Maione, S.; Antonucci, N. (2013). «Cannabinoid Receptor Type 2, but not Type 1, is Up-Regulated in Peripheral Blood Mononuclear Cells of Children Affected by Autistic Disorders». Journal of Autism and Developmental Disorders 43 (11): 2686-95. PMID 23585028. doi:10.1007/s10803-013-1824-9.
- Siniscalco, D.; Bradstreet, J. J.; Antonucci, N. (2013). «Therapeutic Role of Hematopoietic Stem Cells in Autism Spectrum Disorder-Related Inflammation». Frontiers in Immunology 4: 140. PMC 3677147. PMID 23772227. doi:10.3389/fimmu.2013.00140.
- Adams, J. B.; Baral, M.; Geis, E.; Mitchell, J.; Ingram, J.; Hensley, A.; Zappia, I.; Newmark, S.; Gehn, E.; Rubin, R. A.; Mitchell, K.; Bradstreet, J.; El-Dahr, J. (2009). «Safety and efficacy of oral DMSA therapy for children with autism spectrum disorders: Part A - Medical results». BMC Clinical Pharmacology 9: 16. PMC 2774660. PMID 19852789. doi:10.1186/1472-6904-9-16.
- Bradstreet, JJ; Dahr, JE (2004). «Detection of Measles Virus Genomic RNA in Cerebrospinal Fluid of Three Children with Regressive Autism: a Report of Three Cases». Journal of American Physicians and Surgeons (Association of American Physicians and Surgeons) 9 (2): 38-45. Archivado desde el original el 20 de octubre de 2013. Consultado el 26 de agosto de 2013.